# Тимин, Владимир Васильевич
Владимир Васильевич Тимин (2 июля 1937, Пажга, Коми АССР — 25 ноября 2015, Сыктывкар) — советский и российский коми писатель и сценарист, народный поэт Республики Коми (2006), заслуженный работник культуры Российской Федерации.

## Биография
Учился в школе посёлка Железнодорожный. В 1958 г. закончил Печорский речной техникум. Во время службы в армии закончил военно-авиационную школу механиков и затем служил в ракетных частях стратегического назначения.
В 1962 г. был принят на работу в Коми филиал АН СССР механиком по приборам, через месяц назначен инженером по электрооборудованию и начальником экспериментальных мастерских филиала.
В 1963 г. поступил учиться в Коми государственный педагогический институт на факультет русского языка и литературы (заочно). В 1965 г. перешёл работать в отдел языка и литературы Коми филиала АН СССР. По совместительству в течение ряда лет работал диктором республиканского радио.
Затем работал специалистом по электрооборудованию на энергопоезде в г. Печора, директором Зеленецкой восьмилетней школы, старшим и главным редактором Сыктывкарской студии телевидения, главным редактором Коми книжного издательства, председателем Государственного комитета по делам издательств, полиграфии и книжной торговли Республики Коми, главным редактором журнала «Войвыв кодзув», заместителем председателя правления Союза писателей Республики Коми.
Член Союза писателей РСФСР с 1982 г. Автор семи поэтических сборников и пяти книг прозы. За сборник стихов «Мича Ёма» (Красивая ведьма) был удостоен Международной литературной премии Общества Кастрена (Финляндия). За повесть «Эжва Перымса зонка» (Мальчик из Перми Вычегодской) удостоен Государственной премии им. И.Куратова. В 2006 году повесть вышла в Таллинне на эстонском языке. Стихи были переведены на русский, украинский, эстонский, венгерский и другие языки.
Являлся переводчиком стихов русских поэтов: А.Пушкина, С.Есенина, О.Чупрова, А.Суворова и финно-угорских поэтов на коми язык.

## Основные произведения
Поэтические сборники:
- «И туйын и гортын» (В дороге и дома) — 1971 г.
- «И ӧтнам и йӧзкӧд» (И один и с людьми) — 1979 г.
- «Я пришёл из коми деревеньки» ‒ 1982 г.
- «Йӧзлань чужӧмӧн» (Лицом к людям) — 1987 г.
- «Мича Ёма» (Красивая ведьма) — 1996 г.
- «Тэӧн ола» (Тобой живу) — 2004 г. в серии «Звёзды Севера».
- «Важ пӧль-пӧчьяс му вылын» (На земле предков) — 2011 г.

Проза:
- «Ракета видзӧдӧ енэжӧ» (Ракета смотрит в небо) — 1990 г.
- «Эжва Перымса зонка» (Мальчик из Перми Вычегодской) — 2000 г.
- «Мальчик из Перми Вычегодской» ‒ 2001 г.
- «Пармаын вошӧм БТР» (Затерявшийся в парме БТР) — 2007 г.
- «Эжва Перымса зонка» ‒ «Мальчик из Перми Вычегодской».
- Коми-русское издание. 2007 г.

## Награды и звания
Награждён медалями ордена «За заслуги перед Отечеством» І и ІІ степеней.
Народный поэт Республики Коми. Заслуженный работник культуры Коми АССР, заслуженный работник культуры Российской Федерации,